# Hidròlisi

Hidròlisi d'una amida amb formació d'un àcid carboxílic i una amina

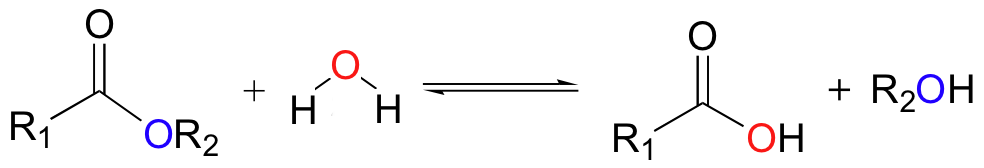
Reacció genèrica d’hidròlisi. (El símbol de rendiment bidireccional indica un equilibri en què la hidròlisi i la condensació són reversibles.)

La hidròlisi (del grec antic hidro- ‘aigua’, i lisi ‘deslligar’) és qualsevol reacció química en què una molècula d'aigua trenca un o més enllaços químics. El terme s'utilitza àmpliament per a reaccions de substitució, eliminació i solvatació en què l’aigua és el nucleòfil.

## Hidròlisi bàsica
És una solvòlisi on el dissolvent és l'aigua. Es tracta, doncs, d'una reacció química de doble descomposició on un dels reactius és l'aigua, que al mateix temps és el dissolvent de la dissolució on el solut és l'altre reactiu. Els reactius diferents de l'aigua, i els productes de la hidròlisi, poden ser molècules neutres, com en la majoria d'hidròlisis que impliquen compostos orgànics, o ions, com en el cas de la hidròlisi de les sals, àcids i bases.
Si el solut es representa per la fórmula AB, on A i B són àtoms o grups d'àtoms, i l'aigua es representa per la fórmula HOH, la reacció d'hidròlisi ve representada per l'equació d'equilibri químic:
Per exemple la sal cianur d'amoni, NH₄CN, s'hidrolitza produint àcid cianhídric, HCN, i hidròxid d'amoni, NH₄OH, segons l'equació:
i el pentabromur de fòsfor, PBr₅, s'hidrolitza donant àcid fosfòric, H₃PO₄, i àcid bromhídric, HBr, que es pot representar per l'equació:
Potser l'exemple més antic d'hidròlisi sigui la saponificació en la qual s'hidrolitza un greix (triacilglicerol) amb una base aquosa com l'hidròxid de sodi (NaOH). Durant el procés es forma glicerol i els àcids grassos reaccionen amb la base convertint-los en sals que s'anomenen sabó.
La hidròlisi biològica és l'escissió de biomolècules en les quals es consumeix una molècula d'aigua per a aconseguir la separació d'una molècula més gran en parts. Quan un carbohidrat es descompon en les seves components molècules de sucre per hidròlisi (per exemple, sacarosa es descompon en glucosa i fructosa), això es reconeix com a sacarificació. Així la hidròlisi és un procés important en animals i plantes, l'exemple més clar és el metabolisme energètic i l'emmagatzemament.
És el tipus de reacció química que es fa servir per descompondre certs polímers, especialment aquells fets per polimerització per etapes de creixement (en anglès:step-growth polymerization). En degradació de polímers normalment la hidròlisi és catalitzatda ja sia per un àcid (per exemple àcid sulfúric concentrat) o per hidròxid de sodi.
Les reaccions d'hidròlisi poden ser el revers d'una reacció de condensació en la qual dues molècules s'uneixen en una de més gran i expulsen una molècula d'aigua. Així la hidròlisi agrega aigua per a descompondre's, mentre que la condensació s'acumula eliminant l'aigua.

## Tipus
Normalment la hidròlisi és un procés químic en el qual s'afegeix una molècula d’aigua a una substància. De vegades, aquesta addició fa que tant la substància com la molècula d’aigua es divideixin en dues parts. En aquestes reaccions, un fragment de la molècula diana (o molècula pare) guanya un ió hidrogen. Trenca un enllaç químic en el compost.

### Sals
Un tipus comú d’hidròlisi es produeix quan una sal d’un àcid feble o una base feble (o tots dos) es dissol en aigua. L’aigua es'ionitza espontàniament en anions hidròxid i cations d’hidroni. La sal també es dissocia en els seus anions i cations. Per exemple, l'acetat de sodi es dissocia a l'aigua en ions sodi i acetat. Els ions de sodi reaccionen molt poc amb els ions hidròxid, mentre que els ions acetat es combinen amb ions hidroni per produir àcid acètic. En aquest cas, el resultat net és un excés relatiu d’ions hidròxid, donant una solució bàsica.
Els àcids forts també pateixen hidròlisis. Per exemple, dissoldre l'àcid sulfúric (H2SO4) en aigua s'acompanya d'hidròlisi per a donar Oxidani i bisulfat, la base conjugada de l'àcid sulfúric. Per a una discussió més tècnica del que té lloc durant una hidròlisi d'aquest tipus, consulti la teoria Brønsted–Lowry àcid–base.

### Èsters i amides
Els hidrolitzats a base d'àcid són molt comuns; un exemple és la hidròlisi d'amides o èsters. La seva hidròlisi es produeix quan el nucleòfil (un agent que busca nuclis, per exemple, aigua o ió hidroxil) ataca el carboni del grup carbonil de l'èster o l'amida. En una base aquosa, els ions hidroxil són millors nucleòfils que les molècules polars com l'aigua. En els àcids, el grup carbonil es protonarà, i això porta a un atac nucleofílic molt més fàcil. Els productes per a totes dues hidròlisis són composts amb grups d'àcid carboxílic.
Tal vegada l'exemple més antic d'hidròlisi d'èster practicat comercialment és la saponificació (formació de sabó). És la hidròlisi d'un Triacilglicerol (greix) amb una base aquosa com l'hidròxid de sodi (NaOH). Durant el procés es forma glicerol i els àcids grassos reaccionen amb la base, convertint-los en sals. Aquestes sals es diuen sabons, comunament utilitzats en les llars.
A més, en els sistemes vius, la majoria de les reaccions bioquímiques (inclosa la hidròlisi d'ATP) es produeixen durant la catàlisi dels enzims. L'acció catalítica dels enzims permet la hidròlisi de proteïnes, greixos, olis i carbohidrats. Com a exemple, es poden considerar peptidases (enzims que ajuden a la digestió en causar hidròlisi d'enllaços pèptids en proteïnes). Catalitzen la hidròlisi d'enllaços pèptids interiors en cadenes peptídiques, a diferència de les exopeptidases (una altra classe d'enzims que catalitzen la hidròlisi d'enllaços pèptids terminals, alliberant un aminoàcid lliure alhora).
No obstant això, les proteases no catalitzen la hidròlisi de tota mena de proteïnes. La seva acció és estereoselectiva: Només les proteïnes amb certa estructura terciària són blanc, ja que es necessita algun tipus de força orientadora per a col·locar al grup amida en la posició adequada per a la catàlisi. Es creen els contactes necessaris entre un enzim i els seus substrats (proteïnes) perquè l'enzim es plega de tal manera que forma un grill en el qual el substrat encaixa; el grill també conté els grups catalítics. Per tant, les proteïnes que no encaixen en l'esquerda no se sotmetran a hidròlisi. Aquesta especificitat preserva la integritat d'altres proteïnes com les hormones i, per tant, el sistema biològic continua funcionant normalment.

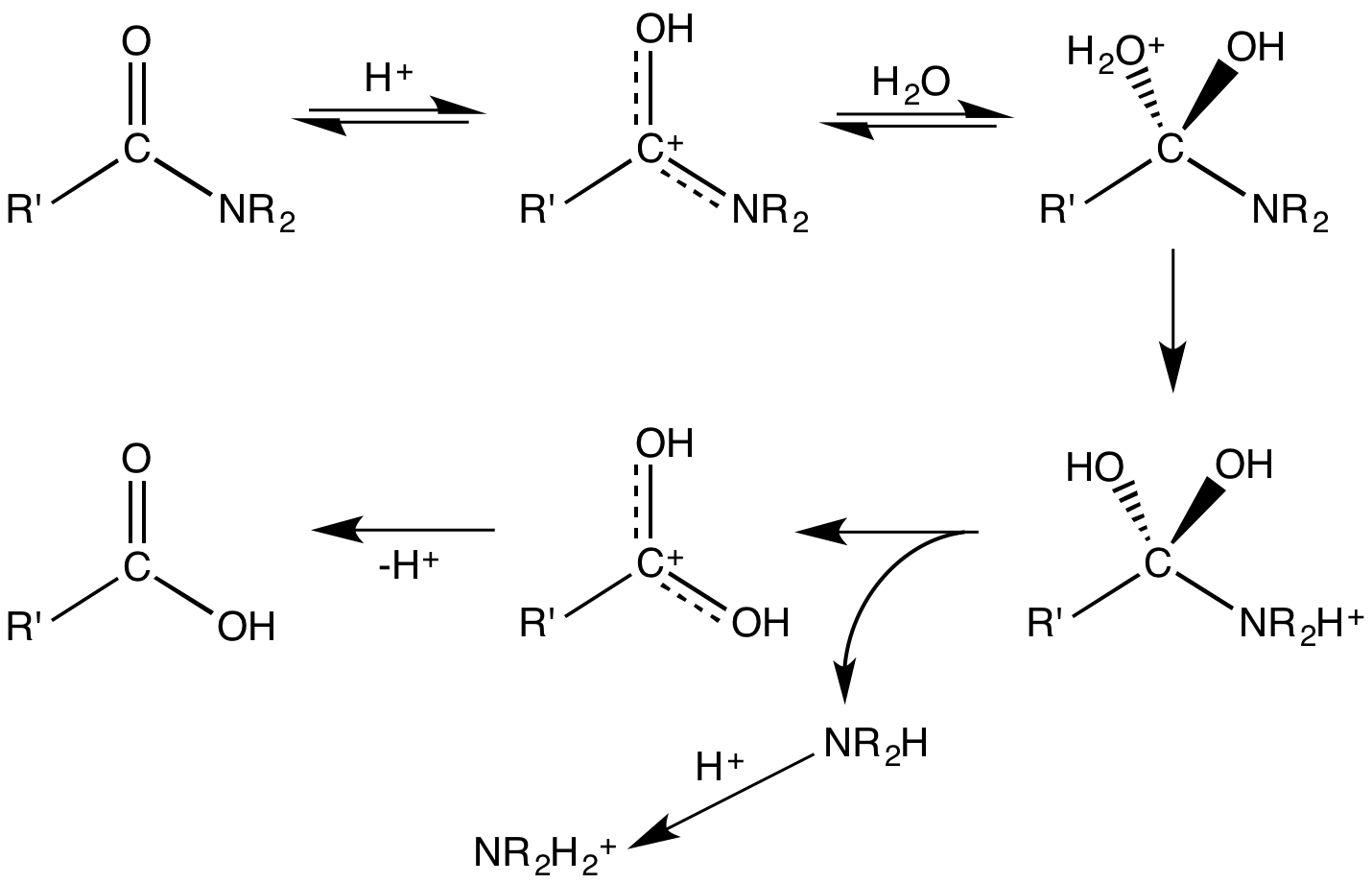
Mecanisme per a la hidròlisi àcid catalitzada d'una amida.

Després de la hidròlisi, una amida es converteix en àcid carboxílic i una amina o amoníac (que en presència d'àcid es converteixen immediatament en sals d'amoni). Un dels dos grups d'oxigen de l'àcid carboxílic es deriva d'una molècula d'aigua i l'amina (o amoníac) gana l'ió hidrogen. La hidròlisi de pèptids dona aminoàcids.
Molts polímers de poliamida com el niló 6,6 hidrolitzen en presència d'àcids forts. El procés condueix a la despolimerització. Per aquesta raó els productes de nilons fallen en ser exposats a petites quantitats d'aigua àcida. Els polímers també són susceptibles a reaccions similars de degradació de polímers. El problema es coneix com a esquerdament de l'estrès ambiental.

### ATP
La hidròlisi està relacionada amb el metabolisme i l'emmagatzematge d'energia. Totes les cèl·lules vives requereixen un subministrament continu d'energia per a dos propòsits principals: la biosíntesi de micro i macromolècules, i el transport actiu d'ions i molècules a través de les membranes cel·lulars. L'energia derivada de l'oxidació de nutrients no s'utilitza directament però, mitjançant una seqüència complexa i llarga de reaccions, es canalitza a una molècula especial d'emmagatzematge d'energia, el trifosfat d'adenosina (ATP). La molècula d'ATP conté enllaços pirofosfat (enllaços formats quan es combinen dues unitats de fosfat) que alliberen energia quan és necessari. L'ATP pot sofrir hidròlisi de dues maneres: en primer lloc, l'eliminació del fosfat terminal per a formar adenosina difosfat (ADP) i fosfat inorgànic, amb la reacció:
ATP + H
2O → ADP + Pi
En segon lloc, l'eliminació d’un difosfat terminal per produir monofosfat d'adenosina (AMP) i difosfat. Aquest darrer sol experimentar més escissió en els seus dos fosfats constituents. Això provoca reaccions de biosíntesi, que solen produir-se en cadenes, que es poden conduir en la direcció de la síntesi quan els enllaços fosfats han estat sotmesos a hidròlisi.

### Polisacàrids

Sacarosa. L'enllaç glucòsid està representat per l’àtom central d’oxigen, que manté unides les dues unitats de monosacàrid.

Els monosacàrids poden estar units entre si mitjançant enllaços glicosídics, que es poden escindir per hidròlisi. Dos, tres, diversos o molts monosacàrids units així formen disacàrids, trisacàrids, oligosacàrids o polisacàrids, respectivament. Els enzims que hidrolitzen els enllaços glicosídics s'anomenen " glicosides hidrolases " o "glicosidases".
El disacàrid més conegut és la sacarosa (sucre de taula). La hidròlisi de la sacarosa produeix glucosa i fructosa.
La invertasa és una sacarasa que s'utilitza industrialment per a la hidròlisi de la sacarosa a l’anomenat sucre invertit. La lactasa és essencial per a la hidròlisi digestiva de la lactosa a la llet; molts humans adults no produeixen lactasa i no poden digerir la lactosa a la llet.
La hidròlisi de polisacàrids en sucres solubles es pot reconèixer com a sacarificació. El malt elaborat amb ordi s'utilitza com a font d'-amilasa per descompondre el midó en el disacàrid maltosa, que el llevat pot utilitzar per produir cervesa. Altres enzims amilasa poden convertir el midó en glucosa o en oligosacàrids. La cel·lulosa s'hidrolitza primer a cel·lobiosa mitjançant la cel·lulasa i després la celobiosa s'hidrolitza a glucosa mitjançant la beta-glucosidasa. Els remugants com les vaques poden hidrolitzar la cel·lulosa en celobiosa i després en glucosa a causa dels bacteris simbiòtics que produeixen cel·lulases.

### Ions aquàtics metàl·lics
Els ions metàl·lics són àcids de Lewis i, en solució aquosa, formen complexos aquàtics metàl·lics de fórmula general M (H ₂ O) n m +. Els ions aquàtics se sotmeten a hidròlisi, en major o menor mesura. El primer pas d'hidròlisi es dona genèricament:
M (H ₂ O) n m + + H ₂ O  M (H ₂ O) n-1 (OH) (m-1) + + H ₃ O +
Per tant, els cations aquàtics es comporten com àcids en termes de la Teoria àcid-base de Brønsted i Lowry. Aquest efecte s'explica fàcilment considerant l'efecte inductiu de l’ió metàl·lic carregat positivament, que debilita l'enllaç OH d’una molècula d’aigua adherida, cosa que facilita l’alliberament d’un protó.
La constant d'acidesa, pK a, per a aquesta reacció està relacionada més o menys linealment amb la relació càrrega-mida de l’ió metàl·lic. Els ions amb càrregues baixes, com el Na +, són àcids molt febles amb hidròlisi gairebé imperceptible. Els ions divalents grans com Ca 2+, Zn 2+, Sn 2+ i Pb 2+ tenen un pK a de 6 o més i normalment no es classificaran com àcids, però els ions divalents petits com Be 2+ sofreixen una hidròlisi extensa. Ions trivalents com Al3 + i Fe3 + són àcids febles el pKa és comparable a la de àcid acètic. Les solucions de sals com BeCl ₂ o Al (NO ₃) ₃ en aigua són sensiblement àcides; la hidròlisi es pot suprimir afegint un àcid com l'àcid nítric, fent que la solució sigui més àcida.
La hidròlisi pot procedir més enllà del primer pas, sovint amb la formació d'espècies polinuclears mitjançant el procés d’olació. Algunes espècies "exòtiques" com Sn ₃ (OH) ₄ 2+ estan ben caracteritzades. La hidròlisi tendeix a procedir a mesura que augmenta el pH i condueix, en molts casos, a la precipitació d’un hidròxid com Al (OH) ₃ o AlO (OH). Aquestes substàncies, principals components de la bauxita, es coneixen com a laterites i es formen per lixiviació de les roques de la majoria dels ions diferents de l’alumini i el ferro i la posterior hidròlisi de la resta d’alumini i ferro.

## Alguns tipus d'enllaços en la hidròlisi
- O-Glucosídic.
- N-Glucosídic.
- Peptídic.
- Éster.

## Hidròlisi de polisacàrids (sacarificació)

Sacarosa. L'enllaç glucòsid es representa per l'àtom central d'oxigen.

Els monosacàrids es poden enllaçar junt per enllaços o-glicosídics que poden ser desfets per hidròlisi. Els enzims que hidrolitzen els enllaços de glucòsid s'anomenen glucosidases.
La sacarosa és el disacàrid més conegut. La hidròlisi de la sacarosa dona glucosa i fructosa. La invertasa es fa servir industrialment per la hidròlisi de la sacarosa en l'anomenat sucre invertit. La lactasa és essencial per la hidròlisi digestiva de la lactosa de la llet. La seva deficiència causa la intolerància a la lactosa.
La hidròlisi de polisacàrids a sucres solubles s'anomena sacarificació. Per exemple la hidròlisi del midó de l'ordi produeix la cervesa, xarop de glucosa o xarop de maltosa.